# 포켓몬 배틀 레볼루션
《포켓몬 배틀 레볼루션》은 지니어스 소노러티가 개발하고 포켓몬 컴퍼니가 배급한 2006년 턴제 전략 게임이다. 《포켓몬스터》 비디오 게임 시리즈에 기반한 게임으로, 이전에 발매된 《포켓몬 스타디움》과 《포켓몬 스타디움 2》과 같이 포켓몬 배틀에 집중한 외전이다. Wii 플랫폼으로 제작돼 일본서 2006년 12월 14일 처음 출시됐다.
게임 내에서 다양한 규칙이 적용된 총 11가지 콜로세움에서 포켓몬 배틀에 승리하는 것이 목표이다. 발매 당시 닌텐도 DS로 출시된 《포켓몬스터DP 디아루가·펄기아》에서 포켓몬을 전송해 사용할 수 있었으며 닌텐도 Wi-Fi 커넥션을 사용한 온라인 배틀도 지원했다.

## 반응
《포켓몬 배틀 레볼루션》은 리뷰 애그리게이터 웹사이트 메타크리틱에서 53/100점을 기록해 "복합적 및 평균적인 평가"를 받았다.

## 참조

### 주해
1. ↑  일본어: ポケモンバトルレボリューション, 영어: Pokémon Battle Revolution